# Трговина људима у Европи
Трговина људима у Европи је регионални феномен шире праксе трговине људима у сврху различитих облика присилне експлоатације. Трговина људима постоји вековима широм света, а произлази из раније праксе ропства која се разликовала од трговине људима по томе што је законски призната и прихваћена. Постала је све већа брига за земље у Европи од пада комунизма. Прелазак на тржишну економију у неким земљама довео је до могућности и губитка сигурности за грађане ових земаља. Економске тешкоће и обећања о просперитету оставили су многе људе рањивим на трговину људима у својим земљама и на дестинације у другим деловима Европе и света. Јединствене за Балкан су неке од ситуација које подржавају трговину људима, као што је организовани криминал, и стратегије запошљавања које га одржавају. Иако се могу направити неке генерализације, земље у овом региону се суочавају са различитим изазовима и налазе се у различитим фазама поштовања правила која регулишу трговину људима.

## Узроци
Распад Совјетског Савеза идентификован је као један од главних фактора који доприносе у објашњавању недавног повећања трговине људима у Европи. Њиме је безбеђен  и људски капитал и нове регионалне могућности за потстицање експанзије. Након овог периода, жртве трговине људима, првенствено жене, прошириле су се на различите облике, уз помоћ организованог криминала, корупције и пада граница. Порозност границе и близина богатих земаља олакшале су и јефтиније превозиле жртве у региону и иностранству.
Други фактор који доприноси порасту трговине људима је милитаризација и рат на Балкану. Присуство великог броја страних мушкараца на Балкану након рата у Југославији довело је до трговине хиљадама жена за комерцијалну сексуалну експлоатацију. Веза између војних база и сексуалног рада је добро позната појава, а војници су помогли да се потражња за борделима потакне у овом региону.
Изван балканских земаља, легализација тражења проституције такође је повезанаса повећаном трговином људима, при чему се Холандија идентификује као велики проценат жртава трговине људима које се тамо превозе.

## Распрострањеност
Иако у Европи постоје сви облици трговине људима, сексуална експлоатација је привукла највише пажње и експлоатација девојчица и жена у овој области је широко објављена у медијима. Између 2003-2004, око 85% жртава којима је пружена помоћ биле су жртве сексуалне експлоатације. „Посебност пост-совјетске и источноевропске трговине људима је брзина којом се она развијала и глобализовала. Није било дугогодишње трговине људским бићима или успостављених мрежа да би се олакшао овај посао. Уместо тога, услови транзиционих друштава створили су идеалне услове за трговину људима. Сада, годинама након почетне транзиције, сви облици трговине људима су ендемични у региону, резултат сиромаштва, неефикасних контра-мера, честих договора владиних званичника у овој трговини и успона криминалног предузетништва."

### Типологије трговине људима
Следећа табела описује типологије трговине људима које су јединствене за одређена места у Европи. Ове три типологије, које су развиле Канцеларија Уједињених нација за дроге и криминал и проф. Луис Шели, корисне су у изради стратегија спровођења закона у борби против трговине људима. Пошто Европа обухвата многе земље са различитим политичким историјама, три врсте се односе на овај регион. Сличности постоје између ове три категорије и када се упореде са типологијама других региона и земаља, очигледно је да је трговина људима вероватније да укључује жене, насиље и да је повезана са другим облицима организованог криминала.
| Европа | Постсовјетске државе | Балкан |
| - Појединачни вођа - Јасна хијерархија - Унутрашња дисциплина - Именована група - Социјални / етнички идентитет - Насилна структура - Утицај / контрола над одређеном територијом | - Учествовање првенствено у трговини женама - Коришћење жртве као природан и потрошан ресурс - Продаја најближим трговинским партнерима - Високо насиље и кршење људских права | - Готово сва трговина женама - Посредници за руски организовани криминал - Све се више интегрише као што је преузимање сексуалних послова у земљама одредишта - Укључивање највиших органа за спровођење закона у матичне земље - Коришћење профита за финансирање других илегалних активности, и улагање у имовину и пословање негде другде - Значајно насиље |

## Врбовање
Криминалне групе на Балкану и бившем Совјетском Савезу постигле су успех тако што су биле флексибилне и мењале своје руте и методе како би одговарале глобалном тржишту које се брзо мења.  Претходно радно искуство и високи ниво образовања омогућили су трговцима да "производе лажне документе, користе напредну комуникацијску технологију и успешно делују преко граница".  Њихове особне везе и способност кориштења напредне технологије представљали су изазов за многе владе и проведбу закона агенције које теже да истраже и кривично гоне трговце људима. Још једна јединствена особина је високо образовање многих жртава трговине људима. Иако добро квалификовани за запошљавање у својим матичним земљама, жртве често траже боље могућности или плаћају у иностранству. Многе технике су кориштене за регрутовање више образованих жртава, укључујући агенције за брак и запошљавање, лажне агенције за моделирање, студије за филмску продукцију и рад и студирање у иностранству.  Пошто постоје легитимне могућности у овим областима, често је тешко одвојити лажне рекламе од веродостојних понуда. Ови штампани огласи су ретко проверавани.

## Дечја експлоатација
Трговина децом на Балкану највероватније се дешава код деце млађе од дванаест година (за просјачење, крађе и друге уличне злочине) и старије од 15 година (за комерцијалну сексуалну експлоатацију). Културни табуи генерално спречавају трговину младићима за сексуалне експлоатације, међутим, неки случајеви су забележени међу румунском децом која су тргована у иностранству. Осетљиви на трговину су деца са инвалидитетом и деца која припадају одређеним етничким мањинама, као што су Јевгјит у Албанији и Роми у другим деловима региона. У извјештају УНИЦЕФ-а из 2006. године, уочено је да дјеца која испуњавају ове критерије углавном нису жртве спољашњих трговаца људима, већ припадници властите заједнице, који су настојали остварити приход од продаје у иностранству.  Овај извештај је такође истакао пет заједничких карактеристика деце у ризику од трговине људима на Балкану.     
Оне укључују:    
- деца која трпе насиље у породици
- деца која немају породичну подршку и заштиту (нпр. деца која живе у установама)
- деца која су напустила школу
- деца која припадају етничким мањинама (нпр. Роми)
- деца која су претходно била жртве трговине људима

## Изазови
Иако су кампање против трговине људима у протеклих неколико година постале ефикасније у борби против неких облика трговине људима, прикупљање података и управљање и даље је проблем за земље на Балкану (југоисточна Европа). Прикупљање података је важно средство за праћење трендова у земљи и региону, а његова анализа се често користи за обликовање политика борбе против трговине људима. Важно је прикупити податке о жртвама и њиховим трговцима, а информације о стопама истраге и кривичног гоњења често се користе приликом процене учинка земље.
Неки од проблема прикупљања података који су идентификовани у овом региону су:    
- проценат почињених злочина у односу на оне који су идентификовани, истражени и процесуирани није добро схваћен
- сарадња је потребна широком спектру актера и пријављена статистика мора бити стандардизирана у свим организацијама и агенцијама
- недостатак поверења између невладиних организација и владе може забранити отворену размену информација, посебно ако невладине организације сматрају да ће дељење информација о својим клијентима угрозити жртву или организацију
- могу постојати језичке, културне и међуљудске баријере које доводе жртве до непријављивања догађаја
- неки случајеви трговине људима се истражују као кријумчарење, проституција, итд., што их спречава да буду заробљени у базама података

У циљу решавања ових питања, Међународни центар за развој миграционе политике, у сарадњи са националним владама и невладиним организацијама, започео је процес формирања стандардизованог приступа прикупљању података и извештавању широм Европе.

## Улога невладиних организација
Иако постоји мноштво фактора који ограничавају способност НВО-а да одговоре на проблем трговине људима, као што су недостатак финансијских средстава, опсежни мандати и недостатак владине подршке, невладине организације играју кључну помоћну улогу за жртве. Већина невладиних организација, које су се појавиле током деведесетих година, у почетку су се бориле да задрже своју позицију против све више грабежљивих трговаца. Иако се њихов успјех разликује од земље до земље, невладиним организацијама се често приписује да се укључе и преузму иницијативу тамо где владе нису успеле. Жртве су често склоније да верују невладиним организацијама зато што се "многе жртве трговине људима боје и не верују државним организацијама јер често улазе у земље одредишта илегално, или им је документација уклоњена по доласку." или освете њихових трговаца такође доприносе њиховој неспремности да приступе статутарним агенцијама за подршку. Невладине организације су порасле да попуне ову празнину и пруже услуге жртвама. Услуге које нуде укључују:    
- правна, социјална и психолошка подршка и реинтеграција
- oбразовање и свест о ризицима трговине људима
- информациона и статистичка подршка и истраживања[4]